# Bobby Carcassés
Roberto Arturo „Bobby“ Carcassés Cuza (* 29. August 1938 in Kingston (Jamaika)) ist ein kubanischer Jazzmusiker (Gesang, Trompete, Flügelhorn, Bass, Congas, Schlagzeug), Songwriter und Leiter der Gruppe Afrojazz.

## Leben und Wirken
Carcassés, dessen Großvater mütterlicherseits zur Zeit seiner Geburt als Diplomat in Jamaika tätig war, zog mit seiner Familie im Alter von vier Jahren nach Kuba, wo er mit der Musik von Beny Moré, Conjunto Casino und Roberto Faz aufwuchs. Er begann eine Karriere als Opernsänger, bevor er zur kubanischen Musik wechselte und als Mitglied eines Gesangsquartetts im Tropicana auftrat. Dort begann er auch, Scat und Bebop-Einflüsse in seinen Gesang zu integrieren. 1958/59 ging er mit Rumbo al Waldorf auf Tournee und trat sowohl in den USA als auch in Europa und der UdSSR auf. Das Jahr 1959 verbrachte er großteils in Paris, wo er mit El Elefante Blanco auftrat, aber auch mit Bud Powell, Lou Bennett und Kenny Clarke spielte. 1960 wurde er auch als Tänzer und als Sportler bekannt (in jenem Jahr wurde er kubanischer Meister im Hochsprung). Auch trat er nun als Instrumentalist hervor.
Bei seiner Rückkehr nach Kuba gründete er eine eigene Jazzband; daneben spielte er in Filmen und im Fernsehen. 1980 organisierte er das erste Jazz Plaza Festival, zu dem er internationale Gäste wie Dizzy Gillespie, Charlie Haden und Airto Moreira holte. Auch in den nächsten Jahren trat er mit seiner Band auf diesem Festival auf. Er begann in Europa und den USA auf Tournee zu gehen, wobei er mit Tito Puente, Eddie Palmieri, Dave Valentin und anderen Größen des Latin Jazz sowie McCoy Tyner und Vusi Khumalo auftrat.
Zu seinen bekanntesten Kompositionen gehören „El amor llegará con el tiempo“, „Como pompas de jabón“, „Son de Cuba a Puerto Rico“ und der „Blues Guanguancó“. 1997 nahm er mit einer All-Star-Besetzung, zu der Musiker der Bands Irakere und Los Van Van ebenso gehörten wie sein Sohn Roberto Carcassés, das Album Jazz Timbero auf. Auch ist er auf Alben von Emiliano Salvador, Enrique Jorrín, Mario Bauzá, Koch/Schütz/Studer (Fidel), Chucho Valdés, Jane Bunnett (Cuban Odysey) und George Haslam (Cuban Meltdown) zu hören.
2012 erhielt er den kubanischen Nationalpreis für Musik.
Als eines von 121 gewählten Mitgliedern gehört er dem Nationalrat des staatlichen kubanischen Künstler- und Schriftstellerverbands UNEAC an.

## Diskographische Hinweise
- Recordando a Benny Moré
- La esquina del Afrojazz
- Jazz Timbero
- Bembedoble